# Файна Юкрайна (сезон 2)
Другий сезон українського гумористичного скетч-шоу «Файна Юкрайна», прем'єра якого відбулася на Новому каналі 30 серпня 2009 року, а остання серія вийшла 2 травня 2010, складається з 36 епізодів. Виробництво компаній «AB Creative» і «Production Company».

## Сюжетні лінії

### Регулярні
- Антон та Марічка;
- Інспектор ДАІ;
- Менеджери Андрій і Сергій;
- Робітниці їдальні Верховної Ради;
- Юкрайна має таланти;
- Професор та студент;
- Файна TV.

### Періодичні
- Українські олігархи;
- Доктор Хлус і Фурман;
- Українська армія;
- Дід Відун;
- Продюсер Валентин та зірка Василь;
- Телемагазин «FaynaShop»;
- Професор і студент;
- Вчені Аристарх Платонович та Геннадій Геннадійович

## В ролях

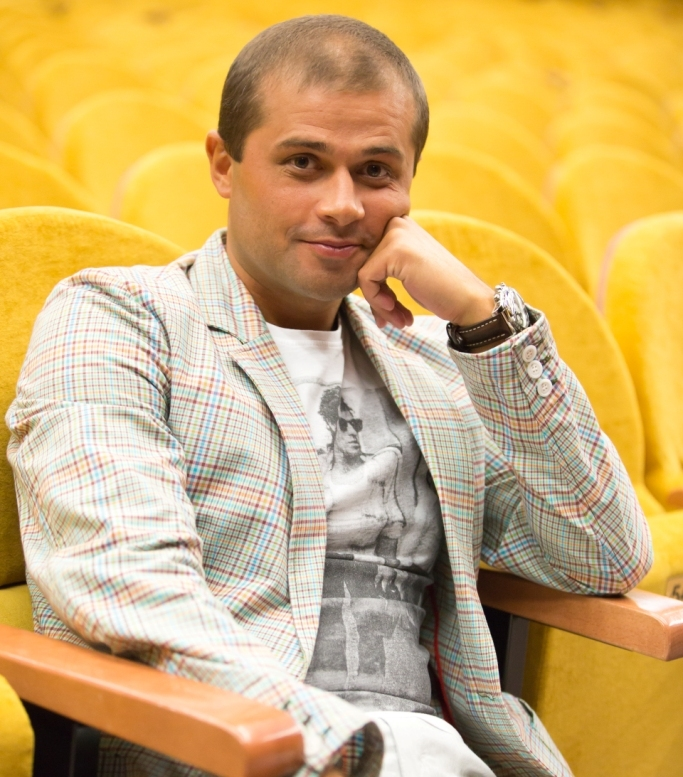
Андрій Молочний — лейтенант Молочний, Марічка, Анжела Петрівна, менеджер Андрій, доктор Хлус, дід Відун
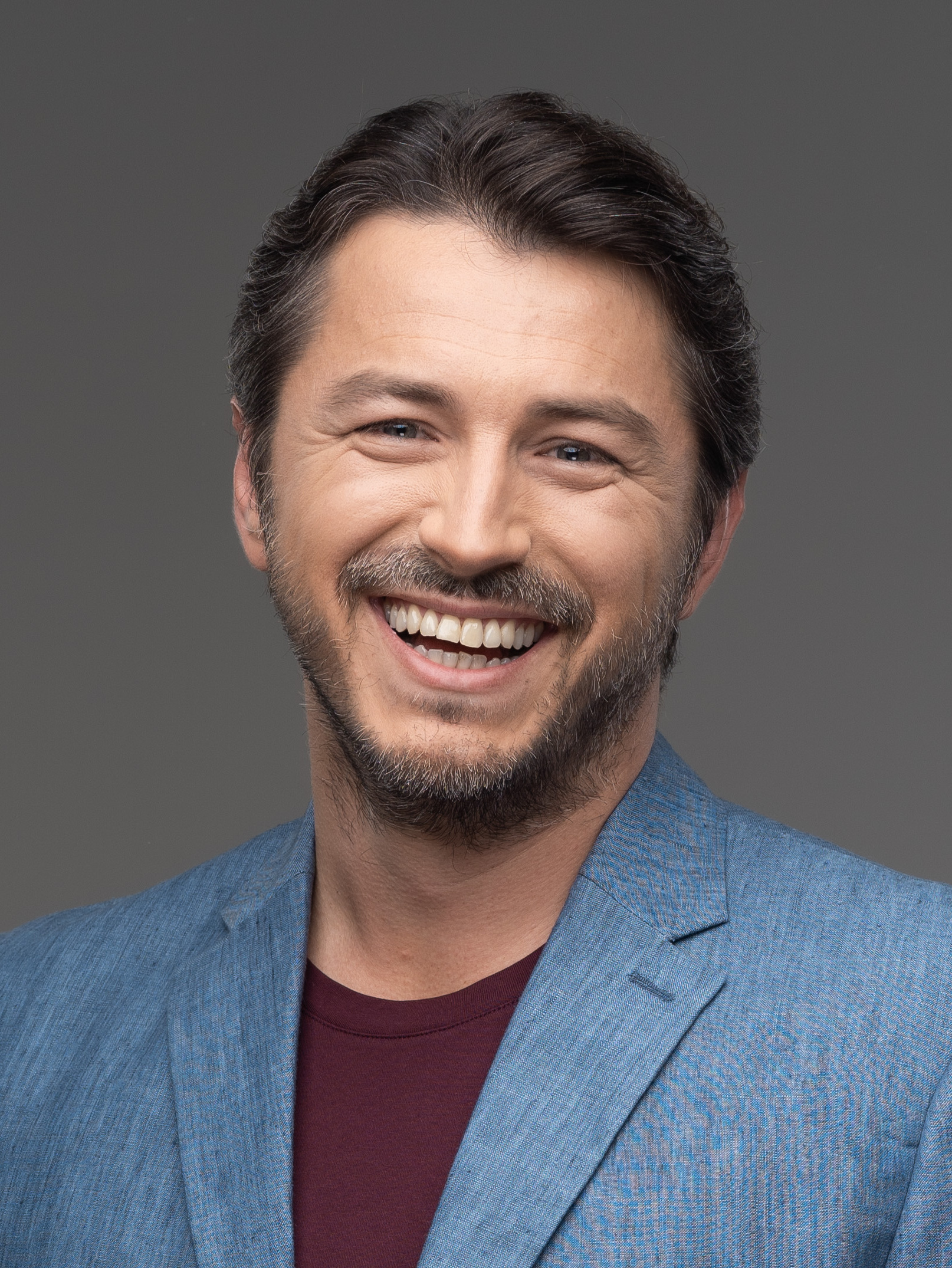
Сергій Притула — Антон, Інокентій Бест, старшина Притула, Ілона Давидівна, Фурман, Геннадій Геннадійович

## Список епізодів

### Епізоди 1-10
| №  | #  | Назва       | Перший ефір      |
| -- | -- | ----------- | ---------------- |
| 1  | 1  | «Епізод 1»  | 30 серпня 2009   |
| 2  | 2  | «Епізод 2»  | 6 вересня 2009   |
| 3  | 3  | «Епізод 3»  | 13 вересня 2009  |
| 4  | 4  | «Епізод 4»  | 20 вересня 2009  |
| 5  | 5  | «Епізод 5»  | 27 вересня 2009  |
| 6  | 6  | «Епізод 6»  | 4 жовтня 2009    |
| 7  | 7  | «Епізод 7»  | 11 жовтня 2009   |
| 8  | 8  | «Епізод 8»  | 18 жовтня 2009   |
| 9  | 9  | «Епізод 9»  | 25 жовтня 2009   |
| 10 | 10 | «Епізод 10» | 1 листопада 2009 |

### Епізоди 11-20
| №  | #  | Назва       | Перший ефір       |
| -- | -- | ----------- | ----------------- |
| 11 | 11 | «Епізод 11» | 6 листопада 2009  |
| 12 | 12 | «Епізод 12» | 13 листопада 2009 |
| 13 | 13 | «Епізод 13» | 20 листопада 2009 |
| 14 | 14 | «Епізод 14» | 27 листопада 2009 |
| 15 | 15 | «Епізод 15» | 4 грудня 2009     |
| 16 | 16 | «Епізод 16» | 11 грудня 2009    |
| 17 | 17 | «Епізод 17» | 18 грудня 2009    |
| 18 | 18 | «Епізод 18» | 27 грудня 2009    |
| 19 | 19 | «Епізод 19» | 3 січня 2010      |
| 20 | 20 | «Епізод 20» | 10 січня 2010     |

### Епізоди 21-30
| №  | #  | Назва       | Перший ефір     |
| -- | -- | ----------- | --------------- |
| 21 | 21 | «Епізод 21» | 17 січня 2010   |
| 22 | 22 | «Епізод 22» | 24 січня 2010   |
| 23 | 23 | «Епізод 23» | 31 січня 2010   |
| 24 | 24 | «Епізод 24» | 7 лютого 2010   |
| 25 | 25 | «Епізод 25» | 14 лютого 2010  |
| 26 | 26 | «Епізод 26» | 21 лютого 2010  |
| 27 | 27 | «Епізод 27» | 28 лютого 2010  |
| 28 | 28 | «Епізод 28» | 7 березня 2010  |
| 29 | 29 | «Епізод 29» | 14 березня 2010 |
| 30 | 30 | «Епізод 30» | 21 березня 2010 |

### Епізоди 31-36
| №  | #  | Назва       | Перший ефір     |
| -- | -- | ----------- | --------------- |
| 31 | 31 | «Епізод 31» | 28 березня 2010 |
| 32 | 32 | «Епізод 32» | 4 квітня 2010   |
| 33 | 33 | «Епізод 33» | 11 квітня 2010  |
| 34 | 34 | «Епізод 34» | 18 квітня 2010  |
| 35 | 35 | «Епізод 35» | 25 квітня 2010  |
| 36 | 36 | «Епізод 36» | 2 травня 2010   |

## Знімальна група
- Автори сценарію: Андрій Молочний, Сергій Притула, Олег Іваниця, Олексій Курилко, Костянтин Тузов, Дмитро Костюкевич, Дмитро Григоренко, Руслан Давиденко, Олександр Литвин
- Редактор: Костянтин Тузов
- Режисер-постановник: Олександр Богданенко
- Режисер: Максим Голенко
- Оператор-постановник: Василь Бородін
- Художник-постановник: Анатолій Підопригора
- Художники по костюмам: Ганна Колбянова, Варвара Василенко
- Художники по гриму: Ірина Бєліна, Олена Беліна
- Звукорежисери: Олександр Шатківський, Сергій Степанський
- Режисер монтажу: Павло Серб
- Оператори: Ростислав Головко, Андрій Гайдук, Костянтин Мороз
- Стедікам: Євген Адаменко
- Графіка та дизайн: Дмитро Цвєтков, Олександр Гегель, Віталій Правдін
- Композитори: Роман Суржа, Іван Голішевський
- Запис тексту: компанія «Синдикат продакшн»
- Гафер: Вадим Підгурський
- Освітлювачі: Максим Демченко, Олександр Підгурський
- Кейгріп: Вадим Задворський
- Реквізитор: Магда Грінберг
- Постановники: Іван Степаненко, Станіслав Смиковський, Георгій Файнберг
- Адміністратор: Світлана Синенко
- Лінійний продюсер: В'ячеслав Дергачов
- Виконавчий продюсер: Ганна Голубенко
- Креативні продюсери: Андрій Молочний, Сергій Притула
- Генеральний продюсер: Дмитро Царенко